# Josef Kott a Michael Kutílek
Josef Kott (* 7. prosince 1957) a Michael Kutílek (23. února 1951 – 15. března 2017) je dvojice českých sériových vrahů, kteří v roce 1990 během 26 hodin zavraždili čtyři lidi a jednoho zranili. Michael Kutílek vraždil ještě před společnou sérií. Oba byli později odsouzeni na doživotí. Tato dvojice mužů je považována za první sériové vrahy v polistopadové historii České republiky. Zajímavé je, že tři z těchto vražd byly spáchány právě v den, kdy byl v zemi zrušen trest smrti (2. května 1990).

## Životy mužů před vraždami
Josef Kott se narodil v Rakovníku. Působil jako voják z povolání, později na federálním ministerstvu vnitra. Zde začaly jeho potíže. Vrátil se k armádě, získal hodnost poručíka, začal však také krást, proto brzy svou hodnost ztratil.
Michael Kutílek se narodil v Praze. Už v předškolním věku hrál na klavír a chodil na tenis. Byl inteligentní, zároveň však okrádal spolužáky. Znalci později označili Kutílka za polymorfního psychopata.
Kott s Kutílkem se poznali roku 1988 v minkovické věznici. Kott slíbil Kutílkovi, že mu po propuštění ukáže, jak se dají vydělávat peníze za pomoci vraždy. Oba muži opustili vězení v roce 1990 na základě amnestie prezidenta Havla – Kutílek byl propuštěn hned 6. ledna, Kott 1. března. Oba se do vězení vrátili v květnu již jako vrazi.

## Vraždy
V noci na 2. května 1990 přijeli limuzínou Tatra 613 do Nýřan. V přestrojení za policisty navštívili strážného podniku Stavební stroje Nýřany (N 49°42.61533', E 13°11.97297') Františka Korbela. Tvrdili, že musí provést rutinní kontrolu jeho zbraně. Když jim zbraň vydal a oni se ji pokusili na základě vymyšlené nesrovnalosti v dokumentech zabavit, obvinil je z toho, že nejsou skuteční policisté. Kott ho proto zastřelil jednou ranou do hlavy. Náhodný svědek popsal dva muže: jednoho v civilu a druhého v uniformě Veřejné bezpečnosti.
Kott a Kutílek odjeli po vraždě do Zbiroha, kde naložili dvě stopařky Ditu Dubskou (16) a Sylvii Landovou (16). Odvezli je na odlehlé místo (49.9054161N, 13.8148936E) nedaleko obce Líšná, kde jim svázali ruce za zády a jednu po druhé zavraždili. Kutílek se přiznal, že obě byly zavražděny prostřednictvím „satanského“ rituálu. Mělo padnout více než 57 ran nožem.
Dne 3. května odjeli Kott a Kutílek do Prahy, kde zastřelili a okradli taxikáře. Poté u motorestu Tři sudy u Kařezu střelili do hlavy britského řidiče kamionu. Muž díky obrovskému štěstí přežil a útočníky identifikoval. Kott a Kutílek tak byli brzy zadrženi.

## Soud
Kott svou vinu nikdy nepřiznal. Kutílek tvrdil, že v době jejich dopadení bylo nejvyšším možným trestem 25 let, navíc si jej měli s Kottem soudní znalci splést. Se žádostí neuspěl a oba muži byli roku 1995 odsouzeni na doživotí.
V roce 2006 řekl Kutílek, že jen on je vrahem a že Kott nemá s vraždami nic společného. Soud jeho návrh zamítl s tím, že nebyly shledány nové důkazy potřebné k obnovení procesu.
Roku 2008 se Kutílek přiznal k páté vraždě, kterou měl provést brzy po svém propuštění na jaře 1990, ještě bez Kotta. Obětí byl devatenáctiletý mladík, kterému měl Kutílek způsobit smrtelné bodné poranění srdce. Tato vražda se však Kutílkovi do výkonu trestu nezapočítala. 
V roce 2022 Josef Kott požádal o obnovu procesu, kterou mu zamítl Krajský soud v Plzni.